# 泰利號驅逐艦 (DD-25)
泰利號驅逐艦（舷號DD-25）是一艘隸屬於美國海軍的驅逐艦，為保爾丁級驅逐艦的四號艦。她是美軍第一艘以泰利為名的軍艦，以紀念美國內戰時期美國海軍中校愛德華·泰利（Edward Terry）。
泰利號在1909年於紐波特紐斯造船廠開始建造，在同年下水，最後於1910年服役。接著泰利號留在大西洋及加勒比海域執勤。美國參與第一次世界大戰後，泰利號被派往英國及愛爾蘭海域，掩護協約國商船。戰後泰利號在1919年退役，於1924年轉交美國海岸防衞隊服役。1930年泰利號返回海軍，最後在1934年按照倫敦海軍條約除籍出售拆解。